# Мали нанду
Мали нанду или Дарвинов нанду (лат. Rhea pennata), је велика птица тркачица, али најмања од две живуће врсте из породице нандуа (Rheidae). Насељава висораван Алтиплано и Патагонију у Јужној Америци.

## Распрострањеност и станиште
Насељава само Јужну Америку, од Патагоније до Анда у Аргентини, Чилеу, Боливији и Перуу. Живи на отвореним равницама, степама и источним падинама Анда. У време гнежђења налази се у близини језера, река или бара иако гнезда прави на сувом.

## Спољашња морфологија
Сличан је ноју, али је знатно мањи па се некада назива и јужноамерички ној. Висине је 92, 5 до 100 цм, а тежине од 15 до 25 кг. Крила су пропорционално већа него код других птица тркачица, иако не служе за летење. На крају сваког крила налази се јака канџа коју користи као оружје за напад и одбрану. На ногама има по три прста. Тело је покривено глатким и меканим перјем, смеђе боје са белим мрљама. Младунци су смеђе боје без белих мрља, а перје типично за одрасле јединке добијају у трећој или четвртој години.

## Репродукција
На почетку сезоне гнежђења мужјаци се боре за територију. Када обезбеде територију, покушавају да привуку женке ширењем крила. Тако успевају да привуку 2 - 12 женки, а затим им се удварају тако што испуштају гласове и машу крилима кружећи око њих. Након парења, женке једна за другом полажу јаја у исто гнездо и остају у групи. У недељама које долазе оне се враћају до гнезда на свака 2-3 дана где поново снесу јаја. Димензије јаја су просечно 127 x 87 мм, а боја жућкасто до маслинастозелена. Када заврше полагање јаја у једно гнездо, женке одлазе да се паре са дугим мужјацима и да носе јаја у гнездо које је на његовој територији. Мужјаци леже на јајима и брину о младунцима. Инкубација јаја траје 35 - 40 дана. Мужјак је у том периоду врло агресиван према било коме ко се приближи гнезду, укључујући и женке које накнадно снесу јаје па су принуђене да га оставе у близини. Мужјак најближа јаја докотрља у гнездо, а она која су даље остају ван њега. Таква јаја труле чиме привлаче муве које постају храна како мужјацима тако и младима који се излегу из јаја. У гнезду обично завршава од 13 - 30 јаја. пробијање љуске и излазак пилића је синхронизован и дешава се у року од 24-48 сати. Пилићи су сивкасто смеђи.
После неколико дана мужјак води пилиће далеко од гнезда, а њихов међусобни контакт одржава се звиждуцима. Када су уплашени или у опасности, када им је превише топло или превише хладно, пилићи чучну на земљу или се сакривају под крила мужјака. Мужјак се према својим пилићима понаша врло заштитнички. Осим тога, мужјак врло често усваја пилиће другог мужјака и брине о њима заједно са својим младунцима. Унутар једне групе се због тога налазе младунци различите узрасне доби. Мужјаци брину о младунцима око 6 месеци који остају у својим групама све до полне зрелости коју достижу са 2-3 године.

## Понашање
Дарвинов нанду је прилично друштвена птица која живи у мешовитим групама свих узраста и оба пола. Понекад се удружује са другим дивљим биљојед који имају добро развијено чуло мириса. Тиме обе врсте животиња имају користи јер се удруживањем доброг вида нандуа и доброг чула мириса друге животиње откривају предатори на великој удаљености. Путују најчешће у групама од 5-30 јединки. Мужјаци су изразито територијални за време гнежђења. Иако живе у групама одржавају одређено растојање једни од других.
Може добро и брзо да трчи достижући брзину од 60 km/h. Осим тога добро и плива. Има добро развијен вид и слух. Иако може побећи од предатора, има навику да се повлачи уназад, а онда одједном скочи у грмље и легне на земљу. Поред тога користи и способност кретања у цик-цак и наглог скретања удесно, при чему је врат постављен хоризонтално, а крила савијена да би се лакше кретао кроз жбуње. Води дневни начин живота, осим када је превише вруће.

## Исхрана
Исхрана се углавном заснива на различитим деловима биљака: корену, плодовима, семенима, док мали проценат отпада на животињску храну: инсекте и ситне кичмењаке. Пије јако мало воде пошто потребе за водом задовољава преко биљне хране. Такође гута и каменчиће којима се меље храна у желуцу. Не креће се пуно у потрази за храном пошто живи у стаништима која су њоме богата преко целе године.

## Подврсте
Постоји три подврсте:
- Rhea pennata garleppi Chubb, 1913 живи у југоисточном Перуу, југозападној Боливији и северозападној Аргентини.
- Rhea pennata tarapacensis Chubb, 1913 живи у северном Чилеу
- Rhea pennata pennata (d'Orbigny, 1834) живи у патагонијским степама Аргентине и Чилеа

Предложено је да се R. p. tarapacensis и 'R. p. garleppi сматрају одвојеном врстом. Обје подврсте је описао Чарлс Чаб 1913. Могуће је да је garleppi млађи синоним за tarapacensis.